# Don't Blink
Don't Blink é um filme estadunidense de terror psicológico de 2014 escrito e dirigido por Travis Oates. É estrelado por um elenco que inclui Mena Suvari, Brian Austin Green, Joanne Kelly e Zack Ward, que também produziu. O enredo segue um grupo de dez amigos que visitam um resort remoto, que posteriormente se encontra vazio. Enquanto tentam descobrir o que aconteceu com os outros convidados, eles ficam horrorizados ao descobrir que eles também estão desaparecendo. Ele recebeu uma versão limitada em 18 de setembro de 2014.

## Sinopse
Um grupo de dez amigos - Jack, sua namorada Tracy e seu irmão Lucas; Alex, seu amigo Sam e a namorada de Sam, Charlotte; Claire e Amelia, amigas de Tracy; A ex-namorada de Jack, Ella, e seu novo namorado, Noah - chegam a um resort isolado, longe da civilização. Cada um dos carros está quase vazio pela longa viagem e ninguém tem serviço de celular. Quando eles tentam reabastecer seus carros, eles encontram os tanques de gasolina trancados. Ninguém está no resort, embora eles encontrem comida pela metade, bagagens desempacotadas e um carro nas bombas, aparentemente deixado em ponto morto até ficar sem gasolina e descarregar a bateria. Eles não conseguem encontrar as chaves das bombas de gasolina ou de qualquer telefone fixo. Jack pede que eles mantenham a calma e organiza várias festas para procurar pessoas desaparecidas na área.
Alex e Claire vão para o lago, Tracy e Jack verificam as cabines à esquerda, e Lucas e Amelia verificam as cabines à direita. Os restantes ficam no resort, onde continuam à procura de pistas. As outras cabines estão igualmente vazias, embora Alex e Claire achem que o lago congelou, apesar do clima excepcionalmente quente no resort. Eles ainda percebem que não há insetos ou animais em toda a área. Quando os amigos se reagrupam, Alex insiste que eles saiam imediatamente. Eles discutem a possibilidade de juntar o gás em um único veículo, mas Jack sugere que eles fiquem, já que o resort tem suprimentos e o gás acumulado só vai levá-los até a metade do caminho. A situação fica ainda mais tensa quando Tracy desaparece.
Agora preocupado com Tracy, Jack se recusa a sair, e a maioria dos outros vota para ficar. Embora zangado, Alex recua e avisa Jack que tudo o que acontecer é culpa dele. Enquanto os amigos discutem o que fazer e procuram por Tracy, Lucas e Noah também desaparecem. Alex recupera uma pistola de seu carro e, depois que Amelia desaparece, Sam rouba a pistola de Alex. Perturbado e em pânico, Sam atira no ombro de Alex e força Charlotte a se juntar a ele enquanto ele vai embora. Seu carro anda apenas alguns metros antes de ele desaparecer, junto com as chaves. Charlotte, que estava no carro com ele quando ele desapareceu, entra em estado catatônico. Alex ameaça matá-la a menos que ela explique o que viu, mas Jack impede Alex dando um soco nele.
Os amigos restantes voltam para o resort, onde concordam em se vigiarem de perto. Ella, uma enfermeira, faz curativos em Alex. Jack e Ella se consolam, e depois que Jack acompanha Ella para cima, eles fazem sexo. Quando Jack se afasta dela, Ella desaparece. Noah os surpreende batendo na porta e Alex o interroga. Quando Noah afirma ter simplesmente caído em uma vala e vagado de volta para o resort, Alex atira na perna dele, apesar das objeções de Claire. Noah continua a professar sua ignorância e Alex atira nele novamente. Jack protesta, mas Alex ressalta que é tarde demais para ele protestar, pois já havia tacitamente aprovado a tortura. Claire convence Alex a parar, mas Alex chuta Noah para fora do resort. Quando seus gritos cessam de repente, eles presumem que ele também desapareceu.
Alex diz que a ameaça iminente de inexistência invalida a moralidade. Após casualmente ameaçar matá-los, ele tira a própria vida para deixar para trás evidências de sua própria existência. Quando eles se afastam, seu corpo desaparece. Depois que um telefone novo toca, Claire pede ajuda; a polícia diz a ela que vai demorar três horas para chegar. Claire e Jack concordam em olhar nos olhos um do outro até que a ajuda chegue. Quando perdem energia, acendem velas. Jack, Claire e Charlotte entram no banheiro quando Claire diz que ela deve urinar, e Charlotte anuncia seu próprio desaparecimento. Chocados, Claire e Jack se olham no espelho até sentirem microssono e Jack desaparece. Claire entra em pânico, mas logo percebe que os serviços de emergência chegaram. Um homem de preto garante a ela que a situação está sob controle. Depois que ela é carregada em um carro patrulha, ela fica horrorizada ao descobrir que de repente está sozinha e todos os funcionários de emergência estão longe de serem vistos.

## Elenco
- Mena Suvari como Tracy
- Brian Austin Green como Jack
- Joanne Kelly como Claire
- Zack Ward como Alex
- Fiona Gubelmann como Ella
- David de Lautour como Noah
- Leif Gantvoort como Sam
- Emelie O'Hara como Amelia
- Curtiss Frisle como Lucas
- Samantha Jacober como Charlotte
- Robert Picardo como Homem de Preto

## Produção
As filmagens ocorreram em Ruidoso, Novo México. Durou de 9 de janeiro até 1 de fevereiro de 2010. Como um fã de Alfred Hitchcock, Oates incorporou homenagens ao filme. O papel de Alex foi escrito para Zack Ward, que é amigo de Oates. Oates disse que a falta de respostas na conclusão do filme dividiria o público, mas ele achou mais aterrorizante ter as razões sutilmente sugeridas em vez de explicitamente reveladas. O conceito surgiu do desejo de Oates de escrever um filme de terror sem vilão, sem sangue e sem mortes. A neve não foi planejada e foi trabalhada no roteiro durante a produção.

## Lançamento
A Vertical Entertainment deu ao filme um lançamento limitado em 18 de setembro de 2014.

## Mídia doméstica
O filme foi lançado em DVD pela Vertical Entertainment em 14 de outubro de 2014. A Vertical posteriormente relançaria o filme em 28 de agosto de 2019.

## Recepção
Mark L. Miller de Ain't It Cool News escreveu: "Alguns podem ficar frustrados com a falta de respostas aqui, mas se você estiver disposto a parecer um pouco fora da caixa em termos de monstros de cinema, este vai seja um prazer." Sarah Boslaugh do Playback escreveu: "Em suma, Don't Blink não é uma obra-prima cinematográfica, mas é um filme de terror perfeito para ser visto em casa com um grupo de amigos." Gordon Sullivan, do DVD Verdict, escreveu: "É um pequeno mistério sobrenatural, mas aqueles que procuram um passeio rápido ou um enredo difícil podem ficar desapontados."